# Поглед (лист)
Поглед: лист за политику, народну привреду и књижевност је лист који је почео да излази 1897. године у Београду. Власник и одговорни уредник листа је био Радоје П. Радојловић. 

## Историјат
Када се распустила Напредњачка странка и престао да излази часопис Видело, група напредњака која је остала активна на политичком пољу као опозиција, почела је да издаје лист Поглед.
Лист број 9 из 1898. године је био посвећен Милутину Гарашанину.

### Периодичност излажења
Лист је излазио три пута недељно (средом, петком и недељом).

### Изглед листа
Димензије листа су биле 56 cм.

### Место и година издавања
Београд, 1897 - 1899.

### Штампарија
Лист је штампан у штампарији Д. Димитријевића.

## Власник и уредник
Власник и главни уреник је био Радоје П. Радојковић.